# 桂井よしあき
桂井 よしあき（かつらい よしあき、3月1日 - ）は、日本の漫画家、イラストレーター。東京都在住。

## 作品リスト

### 成年コミック
- 『黒白Lovers ドラマCD付き初回限定BOX』2013年6月28日発売[4]、ワニマガジン社〈ワニマガジンコミックススペシャル〉、ISBN 978-4-86269-247-4
下記2冊をセットにした初回特典版
  - 『黒箔BLACK Rubbers』[5] 2013年8月29日発売[6]、ワニマガジン社〈ワニマガジンコミックススペシャル〉、ISBN 978-4-86269-266-5
  - 『告白Lovers』[7] 2013年8月29日発売[8]、ワニマガジン社〈ワニマガジンコミックススペシャル〉、ISBN 978-4-86269-267-2

- 単行本未収録作品（初期作品）
  - 剣崎先生の性事情 （メガストア 2009年12月号）
  - 教性課外指導 （メガストア 2010年2月号）

- 未単行本シリーズ
  - アクアニア結婚性活 シリーズ
  - なつめ家の日常シリーズ
  - 天使学園ノ寮姦性活 シリーズ

### 挿絵
ライトノベル
- 『だから僕は、Hができない。』 （2010年 - 2013年、富士見書房〈富士見ファンタジア文庫〉、著者：橘ぱん、全11巻）
- 『暇人、魔王の姿で異世界へ 時々チートなぶらり旅』 （2016年 - 2021年、KADOKAWA〈ファミ通文庫〉、著者：藍敦、全12巻）

ジュブナイルポルノ
- 『セックス注毒～あの娘が性奴に成るまで～』 （2012年12月発売、著者：布施はるか、パラダイム〈ぷちぱら文庫ギミックス〉、ISBN 978-4-89490-531-3）

### 画集
- 『デジタル画集 だから僕は、Hができない。』 （2012年9月20日発売、KADOKAWA〈富士見ファンタジア文庫〉、原作：橘ぱん） ※電子書籍

### アニメ (エンドカード提供)
- 『だから僕は、Hができない。』 （第12話エンドカード、2012年）
- 『輪廻のラグランジェ』 （第7話エンドカード、2012年）
- 『囮物語』 （第2話エンドカード、2013年）
- 『ワルキューレロマンツェ』 （第5話エンドカード、2013年）
- 『RAIL WARS!』 （第5話エンドカード、2014年）
- 『はじめてのギャル』 （第1話エンドカード、2017年）